# シロクロモズ
シロクロモズ（白黒百舌、学名：Masked shrike）は、モズ科モズ属の鳥である。ヨーロッパ南東部や地中海東端で繁殖し、イラク東部やイラン西部にも孤立した集団が存在する。渡り鳥で、主にアフリカ北東部で越冬する。渡りの距離は短いが、ヨーロッパの北部や西部を含め、広い範囲で迷鳥となる。属の中では最も小さく、長い尾と曲がった嘴を持つ。オスは主に上半身が黒く、頭頂部、前頭部、眉毛は白く、肩と翼には白い模様がある。喉、首の側面、下半身は白く、横腹と胸部は橙色である。メスは、オスよりも色が鈍く、上半身は茶色がかった黒色で、肩と下半身は灰色または黄褐色である。幼鳥は上半身が灰茶色で、前頭部は色が淡く、頭から尻まで縞模様、オフホワイトの下半身、白い模様のある茶色の翼を持つ。地鳴きは、短く耳障りであるが、さえずりには美しい調子のムシクイのさえずりに似た成分が含まれる。
シロクロモズの好む生息地は、低木の中に数本の大きな木が生えている開けた森林である。近縁種と比べて人目を引かず、非常に開けた田園地帯を避け、あまり露出しない場所で留まることがよくある。巣は、両性が木を用いて作り、整ったカップ状である。その中に、通常、4-6個の卵を産む。孵化するまで、14-16日間、メスが温める。18-20日後にヒナが巣立つまで、両親が餌を与え、巣立った後の3-4週間も親に頼って生活する。主に大きな昆虫、時に小さな脊椎動物を食べる。有刺鉄線等に獲物を串刺しにすることもある。ヨーロッパの一部では個体数が減少しているが、深刻な保全状況になるほど急速ではないため、国際自然保護連合によって、低危険種に分類されている。

## 分類

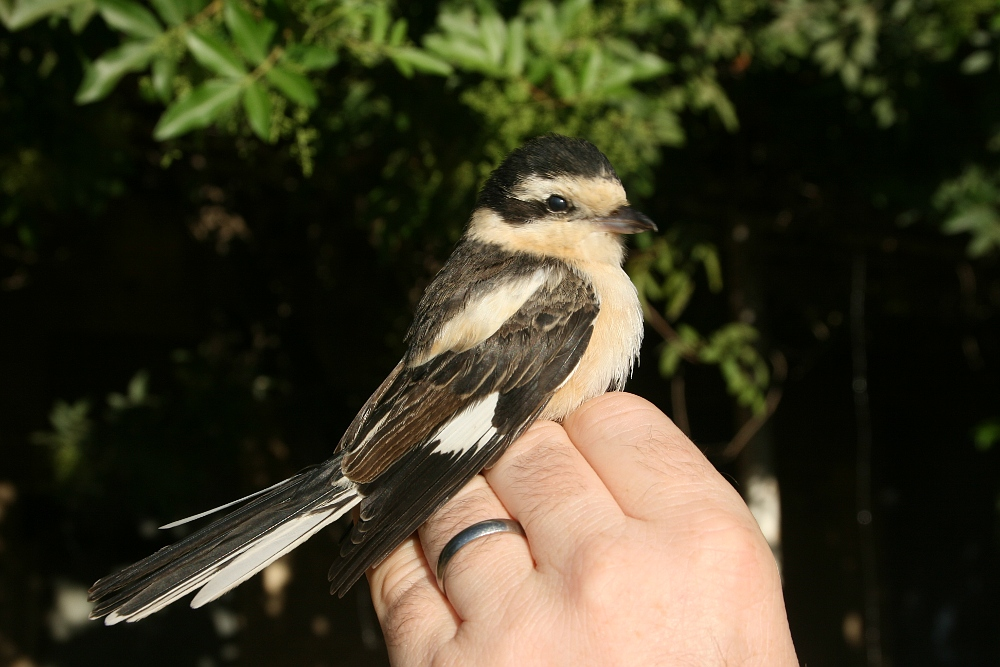
メス（イスラエルで）

モズ科の鳥は、痩せ型の体形と長い尾をもつスズメ目の鳥で、その多くはモズ属に属している。首は短く、翼は丸く、くちばしは先が曲がっている。多くは開けた生息地に住む。シロクロモズと、モズ属の他の種との関係はよく分かっていない。アカモズ、セアカモズ、アカオモズ等の「茶色の」モズやオジロオナガモズ等の熱帯の種は、関係があると考えられている。シロクロモズには、亜種はない。
シロクロモズは、1823年にドイツの探検家で博物学者のマルティン・ハインリヒ・リヒテンシュタインにより、現在の学名で記載された。属名のLaniusは、獲物を串刺しにするモズの習性を、動物の死体を吊るす肉屋になぞらえ、ラテン語で「肉屋」を意味する言葉に由来する。種小名のnubicusは、アフリカ北東部のヌビアを意味する言葉である。1824年には、オランダの動物学者コンラート・ヤコブ・テミンクは独立に、この鳥の外見から英名がそうであるように、「仮面」という意味のラテン語からLanius personatusとして記載したが、より古い名前が優先された。1844年には、頭部の模様から、ギリシア語で「白」を意味するleukosと「額」を意味するmetoponからL. leucometoponというシノニムが作られた。英語の"Shrike"という言葉は、この科の鳥の発する「鋭い叫び」(shrill cry)に由来し、1545年に初めて記録された。また、"butcher-bird"という一般名は、やはり獲物を貯蔵する性質に由来したもので、少なくとも1668年から使われている.。

## 記載

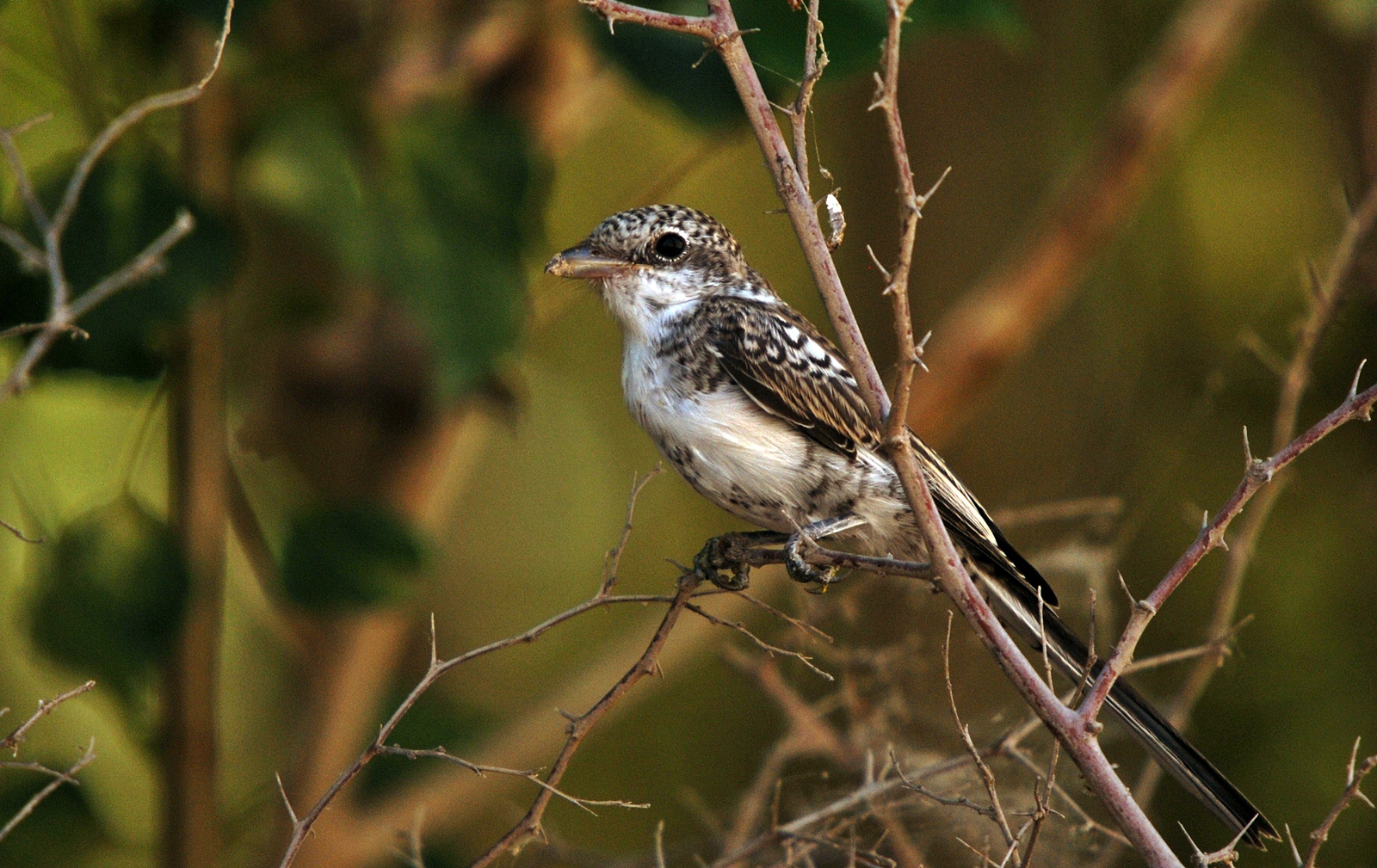
幼鳥

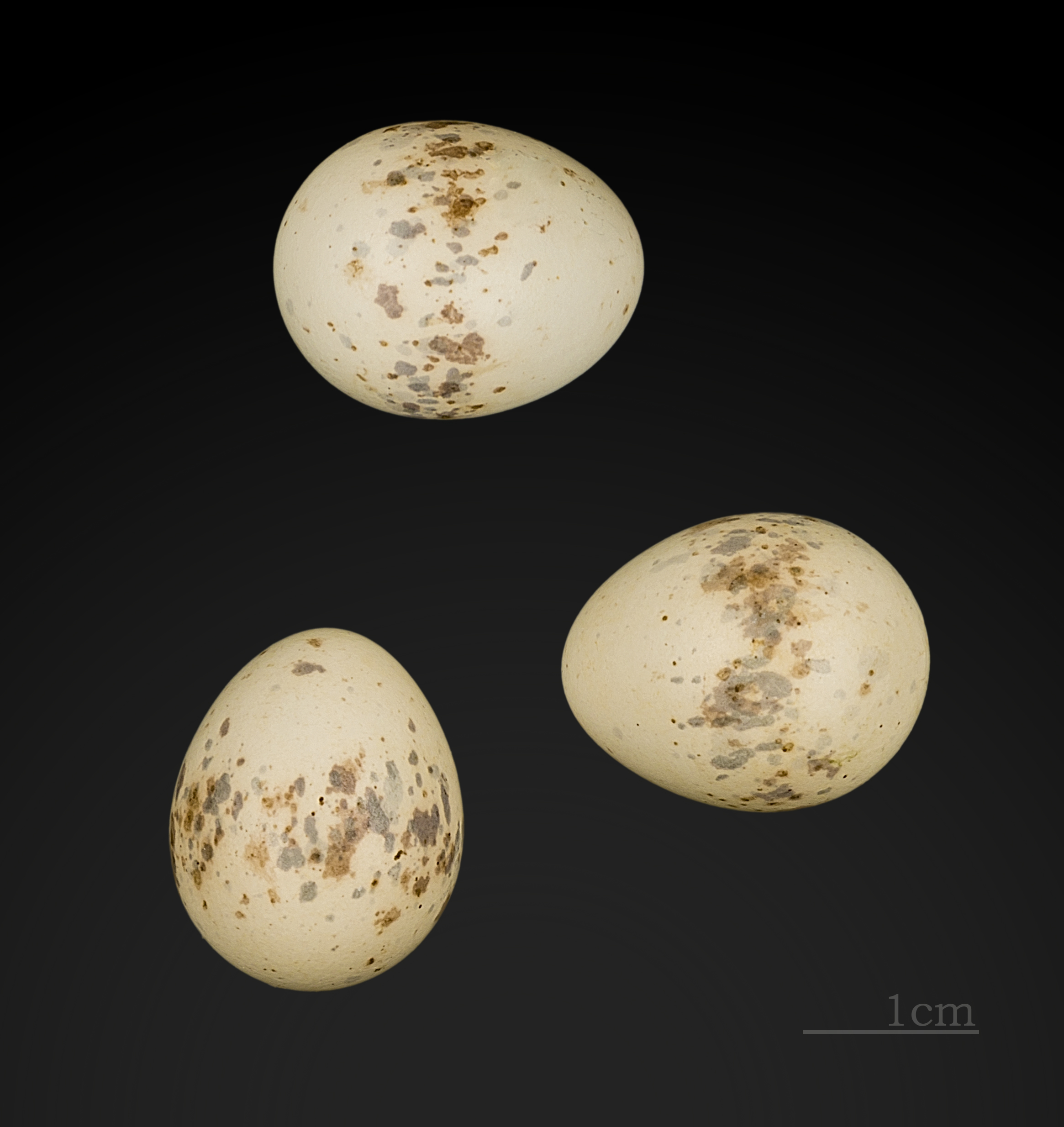
トゥールーズ博物館所蔵の卵

シロクロモズは属の中で最も小さな種で、通常、体重は20-23g、体長は17-18.5cm、翼長は24-26.5cmである。長い尾と比較的小さなくちばしを持ち、その両側面には嘴縁突起がある。上顎にある三角形の突起は、下顎にある対応する隙間とぴったり合う。この適応は、他にハヤブサ属のみに見られる特徴である。
オスは上半身の多くの部分が黒色で、頭頂部、前頭部、眉毛が白色である。また肩や初列風切羽には白い模様があり、尾の最も外側の毛も白い。喉、首の側面、下半身は白く、横腹と胸部は橙色である。虹彩は茶色で、くちばしは黒色、脚は濃い茶色または黒色である。メスはオスよりも鈍い色で、上半身は茶色がかった黒色、肩の模様と下半身は灰色または黄褐色がかった白色である。幼鳥は上半身が灰茶色で、頭から尻まで暗い色の縞が入っており、前頭部は淡い灰色、下半身にはオフホワイトの縞があり、翼は茶色で白色の模様がある。
外見はズアカモズに似るが、より小さく、よりやせ形で長い尾を持つ。シロクロモズは白い頭と黒い尻を持つ一方、ズアカモズは黒色の頭、さび色の首筋、白い尻を持つため、成鳥は容易に区別できる。幼鳥はより似ているが、シロクロモズはより長い尾、淡い色の顔、灰黒色の尻を持ち、ズアカモズは砂色の背中と淡い灰色の尻を持つ。
幼鳥は、巣立ちの数週間後に、頭、体と、翼の一部を換羽する。成鳥は、繁殖後に完全に換羽する。どちらの場合も、渡りで中断された場合には、越冬地で換羽が完了する。

### 鳴き声
この科に特有の耳障りな地鳴きをする。時に口笛のような音を入れながら、ツアまたはシェッという音を繰り返し、警戒時には、クルルルルという音を立てる。興奮した時には、くちばしを鋭く鳴らす。さえずりは長い時には1分程度続き、モズとしては柔らかであり、チャタリングの音には震えが多い。さえずりは、ウタムシクイ属、特にオリーブウタムシクイのものと似ている。稀に、オスが飛びながらさえずることもある。

## 分布と生息地
シロクロモズは、ブルガリア南部、北マケドニア東部、ギリシア北東部、ギリシアのいくつかの島、トルコ、キプロス、シリアから南はイスラエルまでの、バルカン半島及び西アジアで繁殖する。また、イラク東部、イラン南部でも営巣する。東方の生息域はよく分かっておらず、アフガニスタンやサウジアラビア北部も入りうる。渡り鳥であり、サハラ砂漠南部、主にチャド、スーダン、エチオピアで越冬する。マリやニカラグア、ケニア北部やサウジアラビア南部でも少数が見られる。多くは8月末から9月に繁殖地を出発し、2月から3月に北に戻る。
エジプト、ヨルダン、イスラエルでは、秋よりも春に多く見られ、南方への渡りがより東に偏っていることを示唆している。渡りの際、約0.5haの小さい縄張りを持ち、また他のモズとは異なってかなりの数が群集する。イスラエルのある地域では、1つの藪に5羽ずつ、100羽以上が見られる。アルジェリア、フィンランド、ケニア、リビア、スペイン、スウェーデン、モーリタニア、トルクメニスタン では、迷鳥となる。イギリスでは、少なくとも3個体、アルメニアでは2個体が記録されている。
シロクロモズは、低木の中に数本の大きな木が生えている開けた森林を生息地として好む。近縁種と異なり、植生が少なく非常に開けた場所は避ける。果樹園や、適した古い木または大きな生垣の生えたその他の耕作地も営巣地として使われることがある。同所性のモズと比べて、通常より木の多い場所で見られる。低地や標高1000mまでの丘に生息するが、一部の地域では、2000mまでのより高いところで繁殖する。渡りの際には、庭やリゾート地でも見られ、冬季には、棘の生えた低木や、アカシアや帰化したユーカリ等の大きな木がある開けた場所を好む。

## 行動
渡りの時を除いて、単独行動を行う。繁殖地では2-5haの縄張りを維持し、越冬地でも約3haの縄張りを守る。ヒトを恐れないが、縄張りを犯す同種または別種の鳥には攻撃的になる。他の多くのモズは、高い位置の露出した枝を年中用いるが、シロクロモズは繁殖期の始めのみに目に付きやすい場所を利用し、それ以外はより低く、隠れた場所を選ぶ。直立して木に留まり、尾を頻繁に傾け、容易に機敏な飛行をする。罠にかかった時には、危機が去るまで擬傷し続けたと記録されている。

### 繁殖
オスは4月初めに縄張り内の留まり木からさえずり、時に近隣のオスを追いかけたり声を競ったりする。オスの求愛表現は常にさえずりを伴い、留まり木に直立して翼を震わせることから始まり、次いで移動中または一時停止中に枝を降りてきて、頭を下げる。オスは翼をバタバタしながらジグザグに飛んで求愛することもある。メスは、翼を広げて抱卵する間、仲間から餌をもらうこともある。ディスプレイの構成要素は他のモズと共通だが、移動中に枝を降りて頭を下げる行動は、この種に固有のものであると考えられる。
両性により作られる巣は、小型の整ったカップ状で、羊毛や毛で裏打ちされた細根、茎、小枝で作られ、外側は苔で飾られている。地面から1.5-10mの樹上に作られ、平均で幅170mm、深さ65mm、カップ部分は幅75mm、深さ35mmである。4月から6月、低地では主に5月、山地では主にその1か月後に産卵する。営巣に失敗すると、6月か7月に代わりの卵が抱卵される。少なくともある地域では、2番目のヒナが一般的なところもあるようである。最初の巣は両親により壊され、再営巣のための材料となる。卵の大きさは平均で20mm×16mmで、色は灰色、クリーム色、黄色等様々であり、薄い灰色の染みや茶色い輪のような模様がある。通常、4-6個が一度に産まれ、孵化するまでの14-16日間、メスが温める。産毛で覆われた早成のヒナは、18-20日後に巣立つまで、両親から餌を与えられる。巣を離れた後も3-4週間は親を頼る。産まれた年から繁殖するが、平均寿命は良く分かっていない。
幼鳥を捕食する脊椎動物には、ネコやカラスがいる。マダニやHyalomma marginatum、ヘモプロテウス属の少なくとも2種に寄生される。

## 食餌
近縁種と同様、シロクロモズも、3-8mの高さにある留まり木から狩りを行うが、他のモズと異なり、通常はあまり露出していない場所を好む。通常は地面にいる獲物を狩るが、時には葉からもぎ取ったり、ヒタキ科の鳥のように素早く飛んで、飛行中に捕まえたりもする。獲物は、後で消費するため、棘や有刺鉄線を「食品貯蔵庫」として、そこに突き刺しておくこともある。スズメ目は比較的脚が弱いため、解体が完了するまで、突き刺したまま保持される。かつては、この行動は主に繁殖期にオスが行うと考えられていたが、実際は、冬季や渡り中には、オスもメスも行うことが分かった。個々の鳥は非常に人懐こく、庭で人を追いかけたり、観察者のすぐ近くで餌をもらうことがある。
主に大きな昆虫を食べるが、他の節足動物や小さな脊椎動物を捕まえることもある。モズは渡りの前に太るが、渡りの最中に餌を取ったり、疲れた仲間を連れていくことができるため、スズメ目の他の鳥ほどではない。比較的小型であるにもかかわらず、コノドジロムシクイやニシヒメアマツバメを餌としたことも記録さえている。脊椎動物を狩る際には後頭部をくちばしで突き、その後、嘴縁突起で首骨を切断する。

## 保全状況
国際自然保護連合は、ヨーロッパの個体数を10.5万羽から30万羽と見積もり、世界全体では14.2万羽から60万羽と推測している。個体数は減っているように見えるが、危急種と位置付けるほど減少速度は大きくなく、また個体数が多く、繁殖範囲が約35.3km2と広いため、低危険種と位置付けられている。
ヨーロッパでは、ここ数十年、個体数が減少しているが、ブルガリア、ギリシア、キプロスではまだ数千のつがいがいる。またトルコには9万以上のつがいの生息地がある。ギリシアやトルコは、生息地の喪失のため数が減っており、イスラエルでは恐らく農薬のせいでその数が大きく減っている。ソマリアでは、既に非常に希少な鳥になってしまった。渡り鳥はほとんどの国で法的に保護されているが、地中海東岸周辺の国では狩りの対象となり、またギリシアとシリアでは迫害されている。自然林の代わりにプランテーションに適応していることも示唆されており、長期的に見ると個体数維持に役立ちうると考えられている。

### 鳴き声
- Alarm call at Xeno-canto
- Song at Xeno-canto

### 関連文献
- "Lanius nubicus". Avibase.